# Okręty podwodne typu A26
Okręty podwodne typu A26 (typu Blekinge) – projektowany szwedzki typ nowej generacji okrętów podwodnych z napędem diesel-elektrycznym z systemem AIP opartym na silniku Stirlinga. Prace nad nim rozpoczęto wraz z fiaskiem programu Viking, którego celem było opracowanie wspólnego typu okrętu podwodnego dla Szwecji, Danii i Norwegii. W budowie znajdują się dwa okręty.

## Założenia konstrukcyjne
- ekstremalne wykorzystanie technik stealth (trudnowykrywalność)
- modułowość konstrukcji
- odporność na uderzenia
- elastyczność w doborze wyposażenia
- napęd niezależny od powietrza (AIP) oparty na silniku Stirlinga, pozwalający na pracę bez dostępu powietrza atmosferycznego
- możliwość działania na wodach płytkich
- stery typu „X”

Jednym z podstawowych założeń konstrukcyjnym A26 są bardzo wysokie właściwości stealth, co ma im zapewnić praktyczną niewykrywalność w morzu. Konstrukcja jednostek typu A26 ma je predestynować do działania na wodach płytkich (litoralnych), zapewniać ma im jednak także zdolność do działania w otwartych wodach oceanicznych. Modułowa konstrukcja pozwoli na opracowanie na bazie jednego projektu kilku wersji okrętów podwodnych. Stworzenie wersji pod konkretne zamówienie będzie wymagało przeprojektowanie jedynie modułu sekcji, a nie całej jednostki. Umożliwi również rozbudowę o dodatkowy moduł.

## Przeznaczenie
Projekt nowych okrętów ma im zapewnić zdolność do wykonywania szerokiego spektrum zadań:
- prowadzenia operacji morskich, w tym wykrywanie i atak przeciwko nielegalnej działalności:
- operacje wywiadowcze, w tym skryte działania na wodach wrogich obejmujące rozpoznanie akustyczne, wizualne, elektroniczne oraz przechwytywanie komunikacji przeciwnika, co może obejmować operowanie z wykorzystaniem bezzałogowych pojazdów podwodnych (UUV);
- skryte działania przeciwminowe, obejmujące poszukiwanie i zwalczanie min za pomocą UUV;
- operacje specjalne związane z transportem grup jednostek specjalnych wraz z ich wyposażeniem oraz ich wysadzaniem na brzegu;
- prowadzenie działań przeciwpodwodnych (ZOP), w tym poszukiwanie, lokalizowanie, klasyfikowanie oraz zwalczanie wrogich okrętów podwodnych;
- prowadzenie działań przeciw jednostkom nawodnym przeciwnika, z wykorzystaniem sensorów własnych lub zewnętrznych;
- skryte stawianie pól minowych;
- działania podwodne wobec obiektów podwodnych, polegające na ich zmianach, rozmieszczaniu, przejmowaniu bądź niszczeniu obiektów i instalacji podwodnych;

Okręty podwodne typu A26 mają być jednostkami przystosowanymi do działań na wodach płytkich o dużych jednak możliwościach prowadzenia działań w akwenach oceanicznych. Służyć temu mają duży zasięg, duża autonomiczność morska, wysoka prędkość podwodna, zdolność do głębokiego zanurzania, duża dzielność morska, bardzo wysoki komfort załogi.

## Użytkownicy
30 czerwca 2015 spółka Saab poinformowała o otrzymaniu kontraktu na budowę dwóch nowych okrętów podwodnych typu A26 oraz modernizację i remont główny dwóch okrętów podwodnych typu A19 (Gotland). Okręty mają nosić nazwy: HMS „Blekinge” i HMS „Skåne”. Przekazanie nowych jednostek miało nastąpić w latach 2022-2024. Program jednak odnotował znaczne opóźnienia oraz wzrost kosztów i dopiero 30 czerwca 2022 roku doszło do scalenia pierwszych sekcji prototypu w stoczni Saab Kockums w Karlskronie. Przewidywane jest wejście okrętów do służby w latach 2027-2028.

### Propozycja dla Marynarki Wojennej
21 listopada 2014 w Warszawie odbyła się oficjalna prezentacja okrętu podwodnego A26, który jest oferowany dla Marynarki Wojennej w planowanym przetargu na trzy nowe okręty podwodne, w ramach programu Orka. W ramach przedstawionej oferty, zaproponowana została również współpraca z polskim przemysłem i siłami zbrojnymi.